# Philip Haglund
Philip Thomas Jesper Haglund (* 22. März 1987 in Stockholm) ist ein schwedischer Fußballspieler. Der Mittelfeldspieler bestritt seine bisherige Karriere in seinem Heimatland und den Niederlanden, 2013 gewann er mit IFK Göteborg den schwedischen Landespokal.

## Werdegang
Haglund entstammt der Jugend des Stockholmer Vereins IF Brommapojkarna. Für den Klub debütierte er in der Zweitliga-Spielzeit 2006 und bestritt im Laufe der Saison 13 Ligaspiele als Einwechselspieler in der Superettan, in denen er mit zwei Saisontoren zum erstmaligen Aufstieg des Vereins in die Allsvenskan beitrug. Parallel lief er zeitweise für den Kooperationsverein Gröndals IK auf. In der ersten Liga kam er erstmals im Profifußball zu Einsätzen in der Startformation, wenngleich ihm weiterhin hauptsächlich die Rolle des Ergänzungsspielers oblag. Nach dem direkten Wiederabstieg folgte an der Seite von Kim Odelius, Pär Asp, Christer Youssef und Joakim Runnemo der erneute Aufstieg ins schwedische Oberhaus. Dort etablierte er sich als Stammspieler und stand bei allen seinen 28 Saisoneinsätzen im Laufe der Spielzeit 2009 in der Startelf, als Tabellenzwölfter erreichte der Verein den Klassenerhalt.
Damit hatte Haglund einerseits auf sich beim Svenska Fotbollförbundet aufmerksam gemacht und andererseits im Ausland Interesse geweckt. Nationaltrainer Erik Hamrén nominierte ihn Mitte Dezember für die im Januar 2010 anstehende Tournee der schwedischen Nationalmannschaft während der Winterpause. Anfang Januar unterzeichnete er jedoch ein Arbeitspapier beim niederländischen Klub SC Heerenveen, das ihn bis zum Sommer 2014 an den Verein band. Daraufhin wurde seine Teilnahme an der Nationalmannschaftstour abgesagt. Bis zum Ende der Spielzeit 2009/10 lief er regelmäßig in der Eredivisie auf, schwankte dabei aber zwischen Ersatzbank und Startelf. In der folgenden Spielzeit blieb ihm über weite Strecken nur die Rolle des Ersatzmannes, erst gegen Ende der Spielzeit verschaffte nach einem Trainerwechsel von Jan de Jonge zu Ron Jans der neue Cheftrainer ihm vermehrt Einsatzminuten.
Dennoch entschied sich Haglund im Sommer 2011 zur Rückkehr nach Schweden, beim IFK Göteborg unterzeichnete er einen bis Ende 2014 gültigen Kontrakt. Bei seinem neuen Verein war er auf Anhieb Stammspieler. Unter Trainer Mikael Stahre erreichte die Mannschaft um Tobias Hysén, Emil Salomonsson, Robin Söder, Mikael Dyrestam und Mattias Bjärsmyr 2013 das Endspiel um den Landespokal. Nachdem das Spiel gegen Djurgårdens IF am Ende der Verlängerung 1:1-Unentschieden geendet hatte, entschied das Elfmeterschießen zugunsten der Göteborger. Dabei hatte Haglund den ersten Elfmeter verwandelt.